# Luzein
Luzein – miejscowość i gmina w południowo-wschodniej Szwajcarii, w kantonie Gryzonia, w regionie Prättigau/Davos. 1 stycznia 2016 do gminy przyłączono gminę St. Antönien.

## Demografia
W Luzein mieszkają 1624 osoby. W 2020 roku 8% populacji gminy stanowiły osoby urodzone poza Szwajcarią. 

## Współpraca
Miejscowość partnerska:
- Meilen, Zurych (kontakty utrzymuje miejscowość St. Antönien)

## Transport
Przez teren gminy przebiega droga główna nr 28. 